# Jeff Baca
Jeff Baca (Mission Viejo, 10 gennaio 1990) è un giocatore di football americano statunitense che gioca nel ruolo di centro per i San Diego Chargers della National Football League (NFL). Scelto dai Minnesota Vikings nel corso del sesto giro (196º assoluto) del Draft NFL 2013, al college aveva giocato a football per i Bruins dell'Università della California a Los Angeles.

## Carriera professionistica

### Minnesota Vikings
Baca fu scelto nel corso del sesto giro del Draft 2013 dai Minnesota Vikings. Con Vikings prese parte a 4 incontri senza tuttavia scendere mai in campo come titolare. Il 30 agosto 2014 fu svincolato da Minnesota a seguito dei tagli a roster previsti prima dell'inizio della stagione regolare.

### San Diego Chargers
Dopo esser stato per breve tempo nelle squadre di allenamento di Cincinnati Bengals e Dallas Cowboys, Baca fu ingaggiato in quella dei San Diego Chargers, venendo promosso nel roster dei giocatori attivi il 27 dicembre 2014 a seguito dell'infortunio del punter Mike Scifres.

## Vittorie e premi
Nessuno

## Statistiche
| Partite totali      | 4 |
| Partite da titolare | 0 |